# Børge Brende
Børge Brende (ur. 25 września 1965 w Oddzie) – norweski polityk, prawnik, historyk i ekonomista, w latach 1997–2009 członek Stortingu, w latach 1994–1998 wiceprzewodniczący Partii Konserwatywnej (Høyre), w rządzie Kjella Magne Bondevika minister środowiska (2001–2004) oraz minister przemysłu i handlu (2004–2005), w latach 2013–2017 minister spraw zagranicznych w rządzie Erny Solberg, prezes Światowego Forum Ekonomicznego.

## Życiorys
W 1985 został doradcą politycznym Unge Høyres Landsforbund, młodzieżówki powiązanej z Partią Konserwatywną. W latach 1986–1988 pełnił funkcję zastępcy jej przewodniczącego, następnie do 1990 był przewodniczącym tej formacji. W 1989 został zastępcą reprezentanta w Stortingu. O pozycję tę ubiegał się w okręgu Sør-Trøndelag. W latach 1990–1994 był członkiem zarządu banku mieszkaniowego. W 1992 wszedł w skład zarządu gminy Trondheim, w którym pozostawał do 1997. W 1993 po raz kolejny został zastępczym reprezentantem w parlamencie. W latach 1994–1998 był wiceprzewodniczącym Partii Konserwatywnej. W 1997 ukończył studia ekonomiczne, historyczne i prawnicze na Norweskim Uniwersytecie Naukowo-Technicznym (w Trondheim).
W 1997 po raz pierwszy został wybrany do Stortingu, w 2001 z powodzeniem ubiegał się o reelekcję. W latach 1997–2004 był członkiem stałej komisji finansów i spraw gospodarczych. 19 października 2001 został ministrem środowiska w drugim rządzie, którym kierował Kjell Magne Bondevik. W latach 2003–2004 był przewodniczącym Komisji do spraw Zrównoważonego Rozwoju w ramach ONZ. 18 czerwca 2004 został zastąpiony na stanowisku ministra środowiska przez Knuta Arilda Hareide, sam objął zaś funkcję ministra przemysłu i handlu, którym pozostawał do 17 października 2005 (kiedy to władzę przejęła Partia Pracy).
W latach 2005–2009, podczas swojej trzeciej kadencji w Stortingu, pełnił funkcję wiceprzewodniczącego stałej komisji energii i środowiska. W okresie tym był także członkiem norweskiej delegacji do Komitetu Parlamentarnego EFTA i Komitetu Parlamentarnego EEA. W latach 2008–2009 pełnił funkcję dyrektora Światowego Forum Ekonomicznego w Genewie.
Podczas wyborów parlamentarnych w 2009 nie uzyskał wystarczającej liczby głosów, by ponownie zasiąść w parlamencie. W latach 2009–2011 zajmował stanowisko sekretarza generalnego Norweskiego Czerwonego Krzyża. Od 2009 do 2012 był członkiem rady szkoły ekonomicznej Norges handelshøyskole w Bergen, od 2010 do 2013 przewodniczącym zarządu spółki Mesta, a w latach 2012–2013 członkiem zarządu przedsiębiorstwa Statoil. W 2011 po raz kolejny został dyrektorem Światowego Forum Ekonomicznego w Genewie. 16 października 2013 został mianowany przez króla Haralda V ministrem spraw zagranicznych w nowo utworzonym rządzie Erny Solberg. Zakończył urzędowanie 20 października 2017, powracając do pracy w Światowym Forum Ekonomicznym, gdzie objął stanowisko prezesa.

## Odznaczenia
- Komandor Orderu Świętego Olafa (2005)[2]
- Medal jubileuszowy Haralda V 1991–2016 (2016)[6]
- Krzyż Wielki Orderu Feniksa (Grecja, 2004)[2]
- Kawaler Krzyża Wielkiego Orderu Zasługi Republiki Włoskiej (Włochy, 2005)[5]

## Życie prywatne
Jest żonaty. Ma dwóch synów.